# Mark-Andreas Schlingensiepen

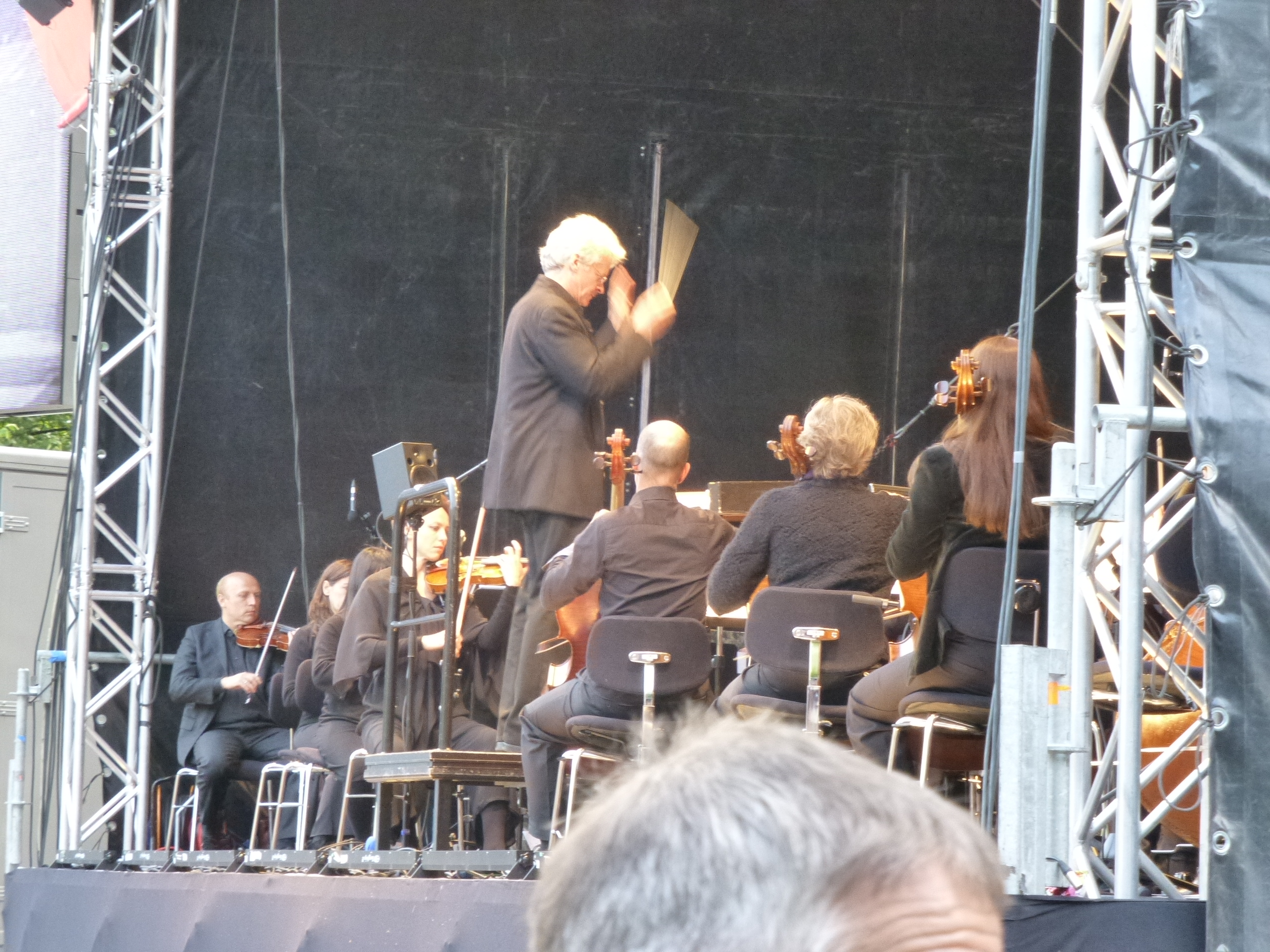
Mark-Andreas Schlingensiepen mit dem Sinfonieorchester Wuppertal (2013)

Mark-Andreas Schlingensiepen (* 1956 in Bradford) ist ein deutscher Dirigent und Komponist und seit fast 25 Jahren künstlerischer Leiter des notabu.ensemble neue musik mit Sitz in Düsseldorf. 
Er hat mit zahlreichen Orchestern in ganz Europa zusammengearbeitet und weltweit konzertiert. Neben der zeitgenössischen Musik, die zur Zusammenarbeit mit Friedrich Cerha, Heinz Holliger, Beat Furrer, Manfred Trojahn und vielen anderen führte, ist ein besonderer Schwerpunkt seiner Arbeit die Live-Musik zu Stummfilmen. 
Er schrieb unter anderem Partituren zu Panzerkreuzer Potemkin, Berlin – Die Sinfonie der Großstadt, Faust – eine deutsche Volkssage, Der Student von Prag, Madame Dubarry, Emak Bakia, L’Étoile de mer, die entweder auf Klavierauszügen der Originalmusik basieren oder neue Ansätze verfolgen.
Daneben schrieb Schlingensiepen bisher vor allem kammermusikalische Werke, wie Totentanz nach einer Bilderwand von Felix Seiler, erschienen bei Ries&Erler Musikverlag.

## Auszeichnungen
- 1988: Förderpreis des Landes Nordrhein-Westfalen